# Wiktor Nosow (piłkarz)
Wiktor Wasylowicz Nosow, ukr. Віктор Васильович Носов, ros. Виктор Васильевич Носов, Wiktor Wasiljewicz Nosow (ur. 19 lipca 1940 w Doniecku, Ukraińska SRR, zm. 17 kwietnia 2008 tamże) – ukraiński piłkarz, grający na pozycji centralnego obrońcy, trener piłkarski.

## Kariera piłkarska

### Kariera klubowa
Wychowanek klubu Szachtar Stalino, w którym rozpoczął karierę piłkarską. W latach 1960–1962 odbywał służbę wojskową w klubach CSKA Moskwa i SKA Rostów nad Donem. Następnie kontynuował występy w Szachtarze Donieck z wyjątkiem 1965, kiedy to bronił barw Awanharda Charków. W 1967 przeszedł do Kołosu Połtawa, który potem zmienił nazwę na Silbud Połtawa i Budiwelnyk Połtawa. W 1972 zakończył karierę zawodową w połtawskim klubie. Łącznie rozegrał 88 meczów w Wysszej Lidze ZSRR.

## Kariera trenerska
Po zakończeniu kariery zawodniczej rozpoczął pracę trenerską. Najpierw trenował Szachtar Makiejewka. W latach 1973–1974 prowadził klub w którym zakończył występy – Kołos Połtawa. Następnie pracował w sztabie szkoleniowym Krywbasa Krzywy Róg. Od 1977 pomagał trenować, a w 1979 został wyznaczony na stanowisko głównego trenera Szachtara Donieck, z którym pracował do końca 1985 roku. Przez 7 lat pracy w klubie zdobył z nim wiele sukcesów. Potem trenował malediwski Victory SC Male oraz radzieckie kluby Paxtakor Taszkent, Zoria Ługańsk, Dinamo Stawropol i Weres Równe. W 1992 pomagał jako konsultant Temp Szepetówka. Po 1995 roku trenował dzieci w DJuSSz w Doniecku, drugą drużynę Worskły Połtawa. Od 17 czerwca 2005 do lipca 2007 kolejny raz szkolił główną drużynę Worskły Połtawa. Następnie zarządzał oddziałem dziecięcej piłki nożnej w Metałurhu Donieck.
Na początku kwietnia 2008 został hospitalizowany na oddziale kardiologicznym. 15 kwietnia przeszedł operację, a 17 kwietnia serce trenera przestało się bić.

## Sukcesy i odznaczenia

### Sukcesy klubowe
- finalista Pucharu ZSRR: 1963

### Sukcesy trenerskie
- wicemistrz ZSRR: 1979
- brązowy medalista Mistrzostw ZSRR: 1978
- zdobywca Pucharu ZSRR: 1980, 1983
- finalista Pucharu ZSRR: 1978, 1985
- zdobywca Pucharu sezonu: 1984

### Odznaczenia
- tytuł Mistrza Sportu ZSRR: 1962
- tytuł Zasłużonego Trenera Ukraińskiej SRR: 1976